# تريمينة كاليدونيا الجديدة
تريمينة كاليدونيا الجديدة (الاسم العلمي: Trimenia neocaledonica) هي نوع نباتي يتبع جنس التريمينة من فصيلة التريمينية.